# Provincia de Gyeongsang del Norte
Gyeongsang del Norte (en hangul, 경상북도; en hanja, 慶尙北道; romanización revisada, Gyeongsangbuk-do; McCune-Reischauer, Kyŏngsang-pukto) es una de las nueve provincias, que junto a las seis ciudades metropolitanas, la ciudad especial y la ciudad autónoma especial, forman Corea del Sur. Su capital es Andong.
Está ubicada al este del país, limitando al norte con Gangwon, al este con el mar del Japón (océano Pacífico), al sur con Gyeongsang del Sur y las ciudades metropolitanas Ulsan y Daegu, al oeste con Jeolla del Norte y al noroeste con Chungcheong del Norte. Con 19 000 km² es la segunda provincia más extensa, por detrás de Gangwon, y con 144 hab/km², la segunda menos densamente poblada, por delante de Gangwon.
La provincia se formó en 1896, a partir de la mitad norte de la antigua provincia coreana de Gyeongsang. La capital de la provincia y la ciudad de mayor tamaño es Daegu, ciudad que era la capital de la provincia de Gyeongsang antes de 1896, pero que actualmente está separada del nivel provincial, pues se trata de una de las ciudades metropolitanas o Gwangyeoksi.

## Geografía
La provincia forma parte de la región de Yeongnam, y limita por el este con el mar del Japón, por el sur con Gyeongsang del Sur, por el oeste con Jeolla del Norte y con Chungcheong del Norte, y por el norte con Gangwon.
En verano, es la provincia más cálida de Corea del Sur, debido a que está rodeada por montañas: los Montes Taebaek en el este y los Montes Sobaek al oeste.

## Recursos
La producción agrícola de la provincia incluye arroz, judías, patatas y cebada. Las manzanas de la zona de Daegu se consideran una especialidad de la provincia.
También existen industrias de lácteos en varios distritos de la provincia. Son destacables también los productos marinos como algas, marisco y calamares.

## Cultura
Gyeongsang del Norte es el lugar donde se asentaba el antiguo reino de Silla, por lo que conserva gran cantidad de su cultura y sus tradiciones. Fueron declaradas Patrimonio de la Humanidad por la Unesco en el año 2000 bajo el nombre de Zonas históricas de Kyongju.

## División administrativa
Gyeongsang del Norte se divide en 10 ciudades (Si o Shi) y en 12 condados (Gun). A continuación, se enumeran los nombres en alfabeto latino, Hangul y Hanja.

### Ciudades
- Andong (안동시; 安東市).
- Gimcheon (김천시; 金泉市).
- Gyeongju (경주시; 慶州市).
- Gyeongsan (경산시; 慶山市).
- Gumi (구미시; 龜尾市).
- Mungyeong (문경시;聞慶市).
- Pohang (포항시; 浦項市).
- Sangju (상주시; 尙州市).
- Yeongcheon (영천시; 永川市).
- Yeongju (영주시; 榮州市).

### Condados
- Bonghwa-gun (봉화군; 奉化郡).
- Cheongdo-gun (청도군; 淸道郡).
- Cheongsong-gun (청송군; 靑松郡).
- Chilgok-gun (칠곡군; 漆谷郡).
- Goryeong-gun (고령군; 高靈郡).
- Seongju-gun (성주군; 星州郡).
- Uiseong-gun (의성군; 義城郡).
- Uljin-gun (울진군; 蔚珍郡).
- Ulleung-gun (울릉군; 鬱陵郡).
- Yecheon-gun (예천군; 醴泉郡).
- Yeongdeok-gun (영덕군; 盈德郡).
- Yeongyang-gun (영양군; 英陽郡).